# Järvafältets naturreservat

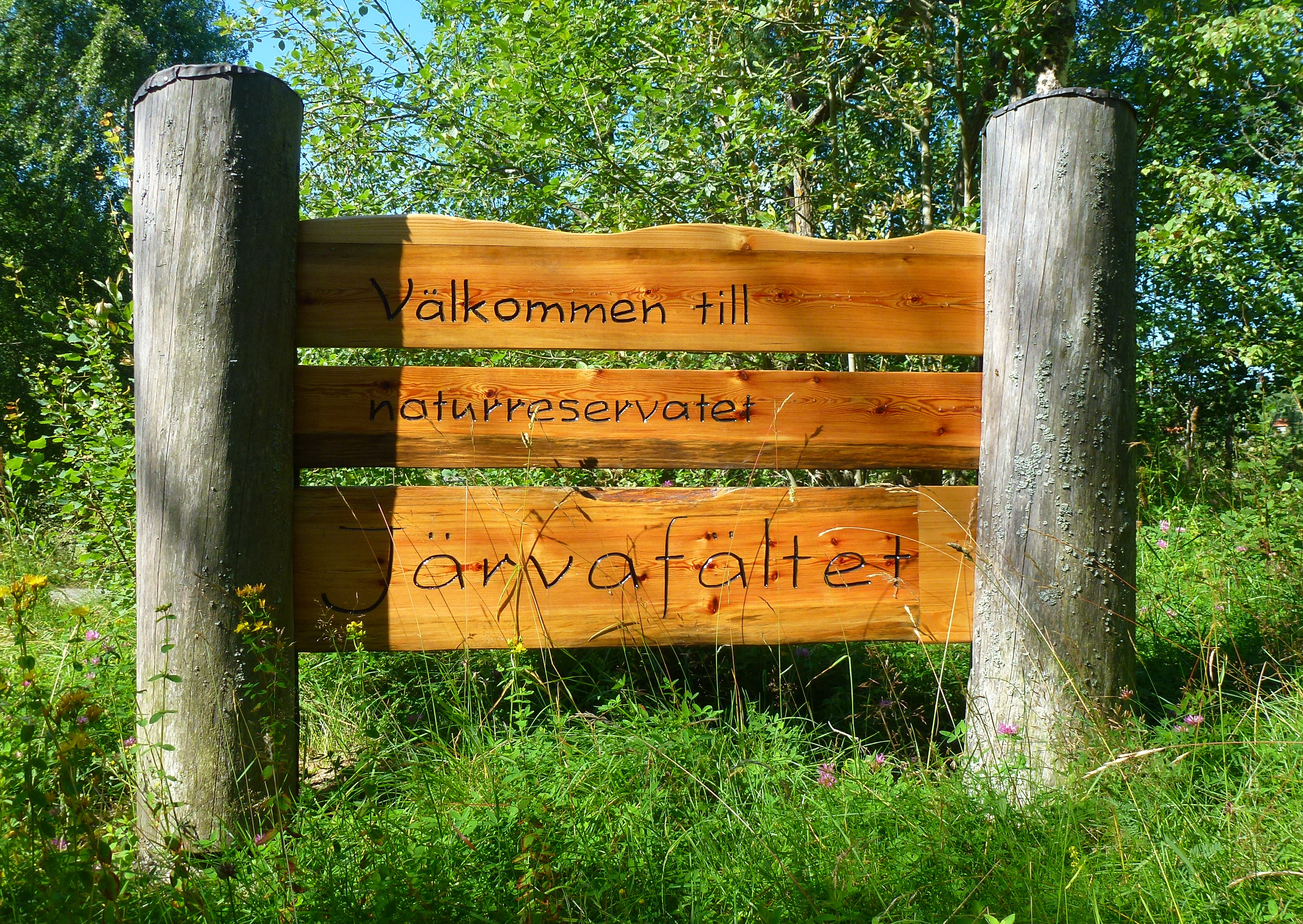
Naturreservatets skylt vid entrén Fäboda gård.

Järvafältets naturreservat är ett naturreservat  beläget på den norra delen av Järvafältet i Stockholms län. Reservatet består av två delar:
- Östra Järvafältets naturreservat som tillhör Sollentuna kommun och bildades 1979 (mindre delar upphävdes 1995 och 2013). Totalarean är 1 016 hektar varav land: 985 hektar.[1]
- Västra Järvafältets naturreservat som tillhör Järfälla kommun och bildades 1987. Totalarean är 700 hektar varav land: 609 hektar.[2]

## Geografiskt läge

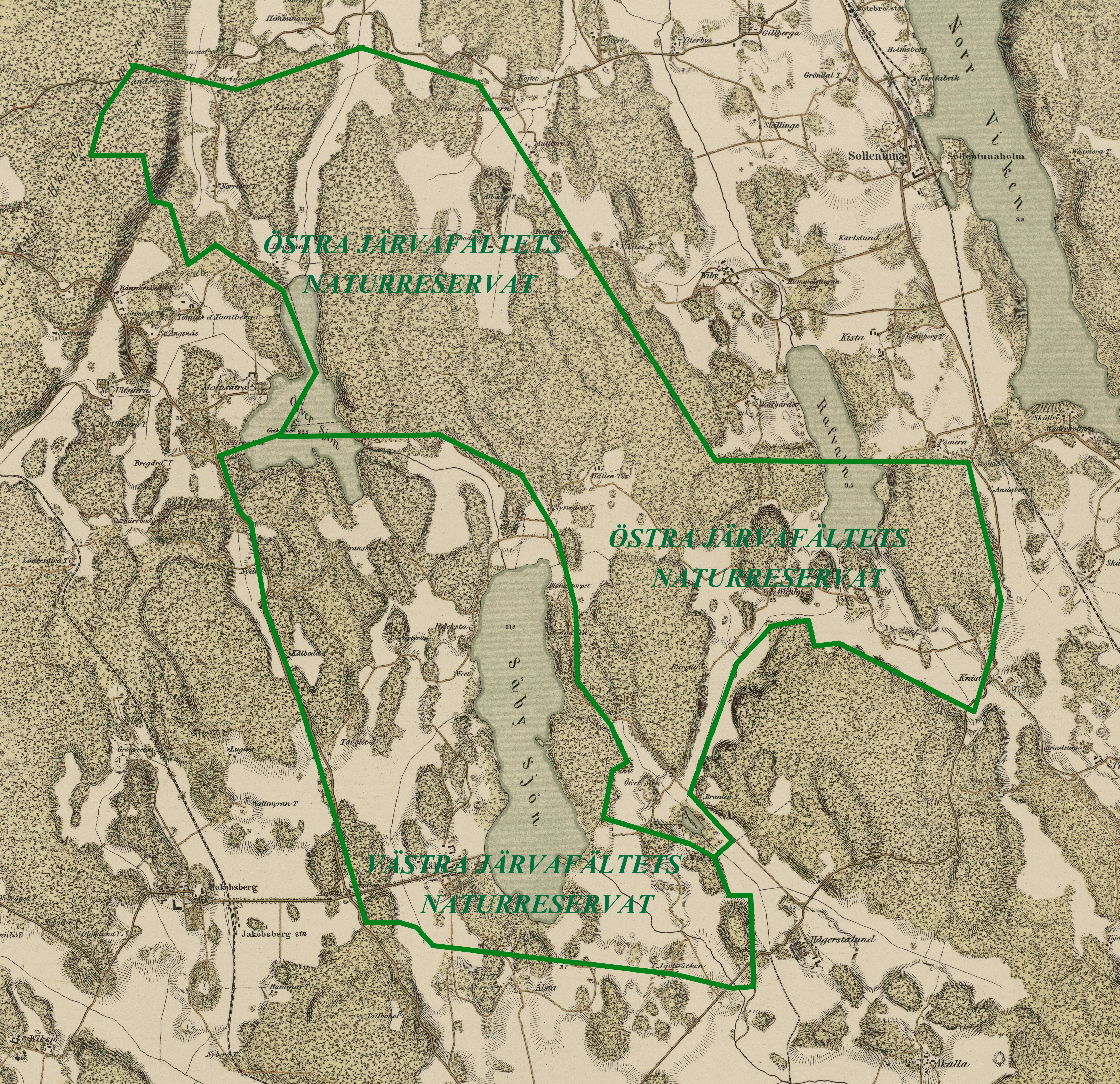
Östra och västra Järvafältets naturreservatets gränser inlagda på Topografiska corpsens karta från 1860-talet. Mycket av naturen stämmer fortfarande idag.

Järvafältets naturreservat gränsar i väster till E18 vid Jakobsberg och Kallhäll, i söder av f.d. Barkarby flygfält, i öster av Hansta naturreservat, E4 och bostadsområdet Viby och i norr av länsväg 267 (Rotebroleden).
Huvudentrén till Östra Järvafältet (Sollentunasidan) är vid Bögs gård, där det finns bilparkering. Landsvägen är spärrad för allmän trafik genom en vägbom. Huvudentrén till Västra Järvafältet (Järfällasidan) sker vid Säby gård strax öster om Jakobsbergs centrum. Även här finns bilparkering och landsvägarna är spärrade för allmän trafik.
Hansta naturreservat i Stockholms kommun ansluter till reservatet i sydost och i nordväst ligger Molnsättra naturreservat som tillhör Järfälla kommun. På södra Järvafältet sträcker sig Igelbäckens naturreservat genom Solnas, Sundbybergs och Stockholms kommuner.

## Historia
Området har med säkerhet varit bebott sedan järnålderns början, omkring 500 f.Kr., men det finns även fornlämningar från bronsåldern. Större fornlämningsområden finns vid Säby gård och vid Bögs och Väsby gårdar. Vid Säby gård finns även en runhäll. De flesta gårdar inom området antas vara mycket gamla, från järnålder och folkvandringstid. Under 1700- och 1800-talet fanns utöver de större gårdarna ett flertal torp efter vilka husgrunder och andra lämningar finns kvar.
År 1905 blev hela Järvafältet ett militärt övningsfält. Den militära verksamheten började avvecklas 1960 och stora delar av Järvafältet bebyggdes. Men inte alla byggplaner fullföljdes, så förblev exempelvis Sollentunas del av Järvafältet obebyggd sedan ett fullmäktigebeslut i Sollentuna stoppades  med en rösts övervikt. Tack vare att området var avstängt för allmänheten fram till 1962 bevarades de gamla gårdarna och deras historiska omgivningar.

## Naturen och gårdarna

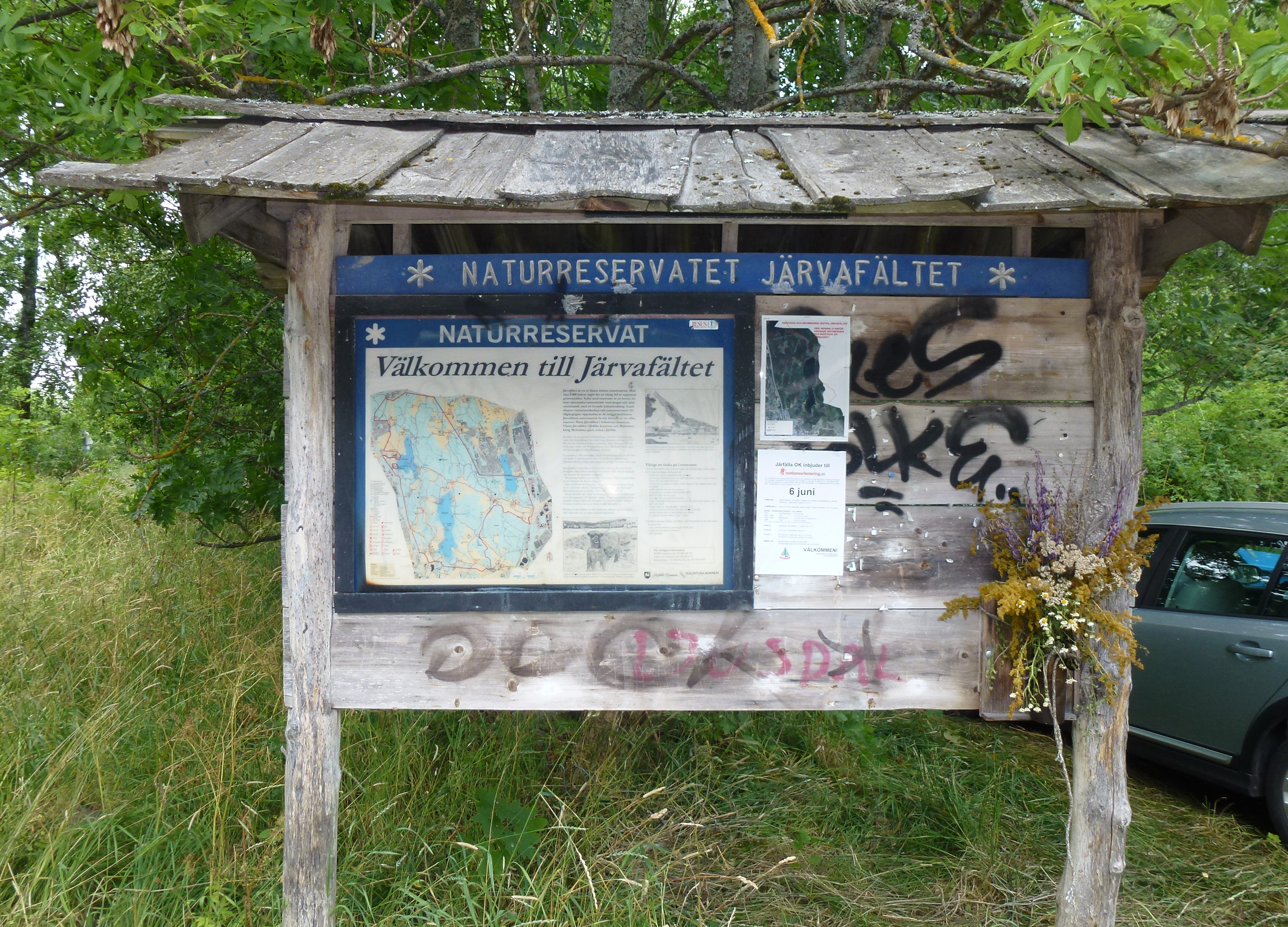
Skylt vid entrén från Hansta naturreservat.

Naturen i reservatet är mycket varierande. Delarna omkring visningsgården Bögs gård och Väsby gård utgörs av ett gammalt odlingslandskap som ännu hålls öppet, delvis med traditionella metoder. Vid Väsby gård finns en naturskola och Floras trädgård. Det finns även andra gårdar med tillhörande åkermark, ängsmark och betesmark inom reservatet, exempelvis Fäboda och Mulltorp. Det senare ligger strax utanför reservatsgränsen. Hägerstalunds gård i Hansta naturreservat och Säby gård i Västra Järvafältets naturreservat är gårdar som omvandlats till konferensanläggningar respektive värdshus. Molnsättra gård ligger vid Översjön i Kallhäll. Gården, som redan nämns på 1500-talet är ett av de få kvarvarande lantbruken i Stockholmstrakten som drivs av privata ägare.
Reservatet omfattar tre sjöar Ravalen, Säbysjön och Översjön. De tidigare sjöarna Djupan och Kalkviken är så gott som igenväxta och utgör våtmarker. Det finns även ytterligare naturliga och anlagda våtmarker med ett rikt fågelliv. Ön Getholmen i Översjön är ett fågelskyddsområde.  De skogklädda delarna av reservatet utgörs av många olika naturtyper: granskog, hällmarker, blandskog, strandskog, ekbackar, skogskärr och lövlundar.
I naturreservatet finns flera mil gångvägar och -stigar, bland dem Järvaleden (35 km), Milspåret (10 km), Ravalnspåret (2,7 km) och Järva kilstråk. Genom reservatet sträcker sig även flera preparerade motionsspår och ridstigar.

## Bilder
Naturen

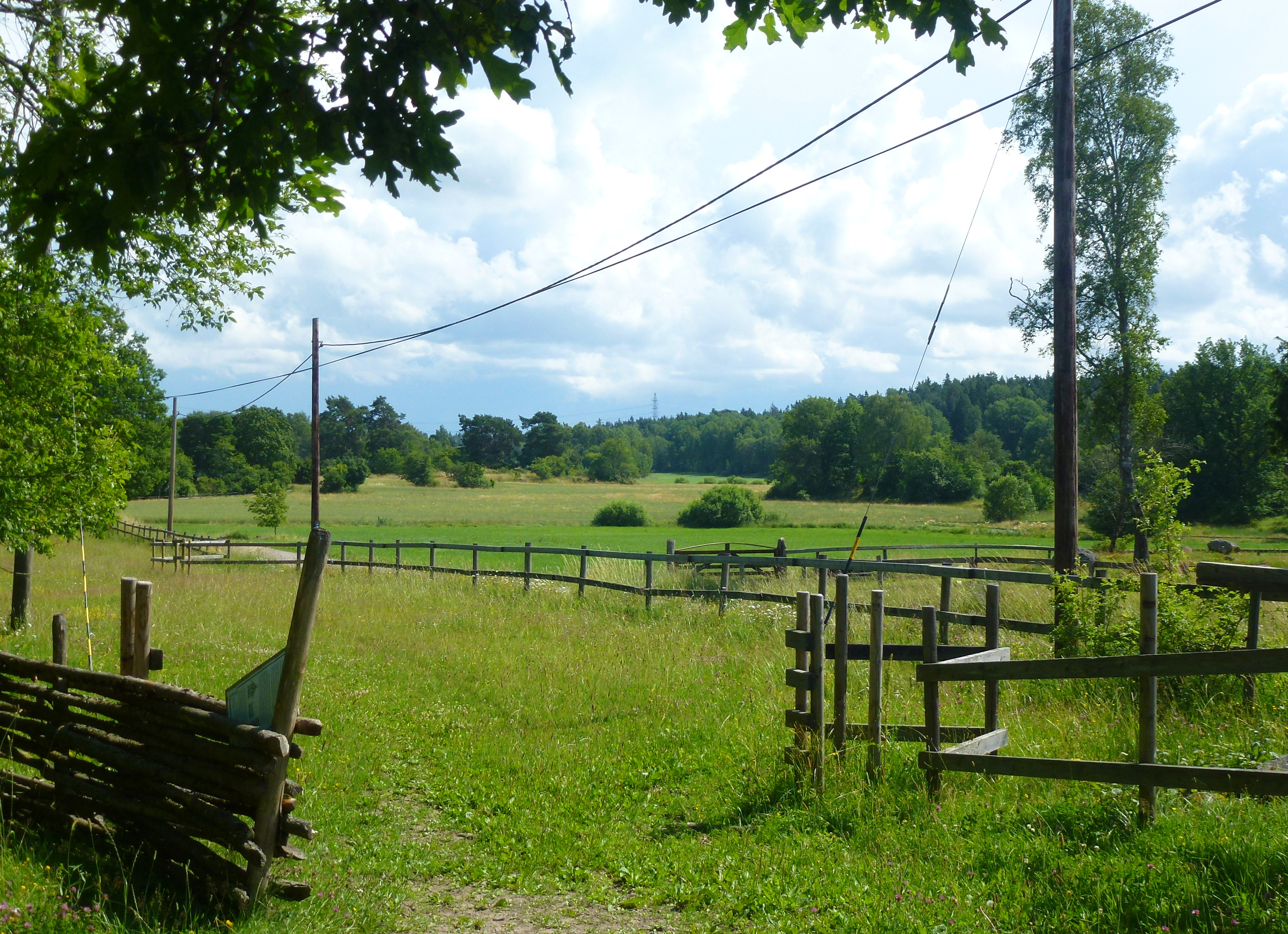
Odlingslandslapet mellan Väsby och Bögs gårdar
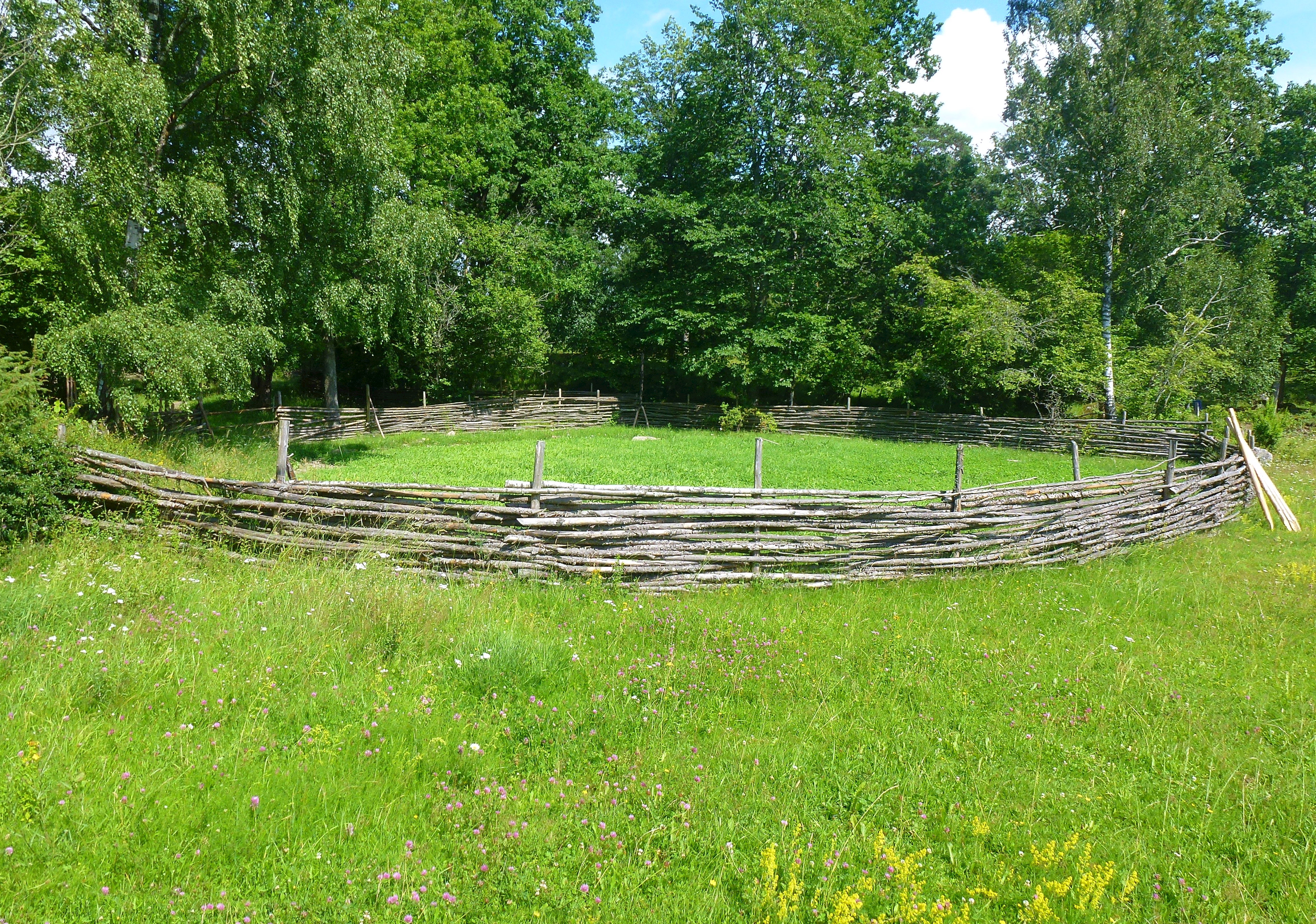
Fläteshägnad av järnålderstyp vid Bögs gård
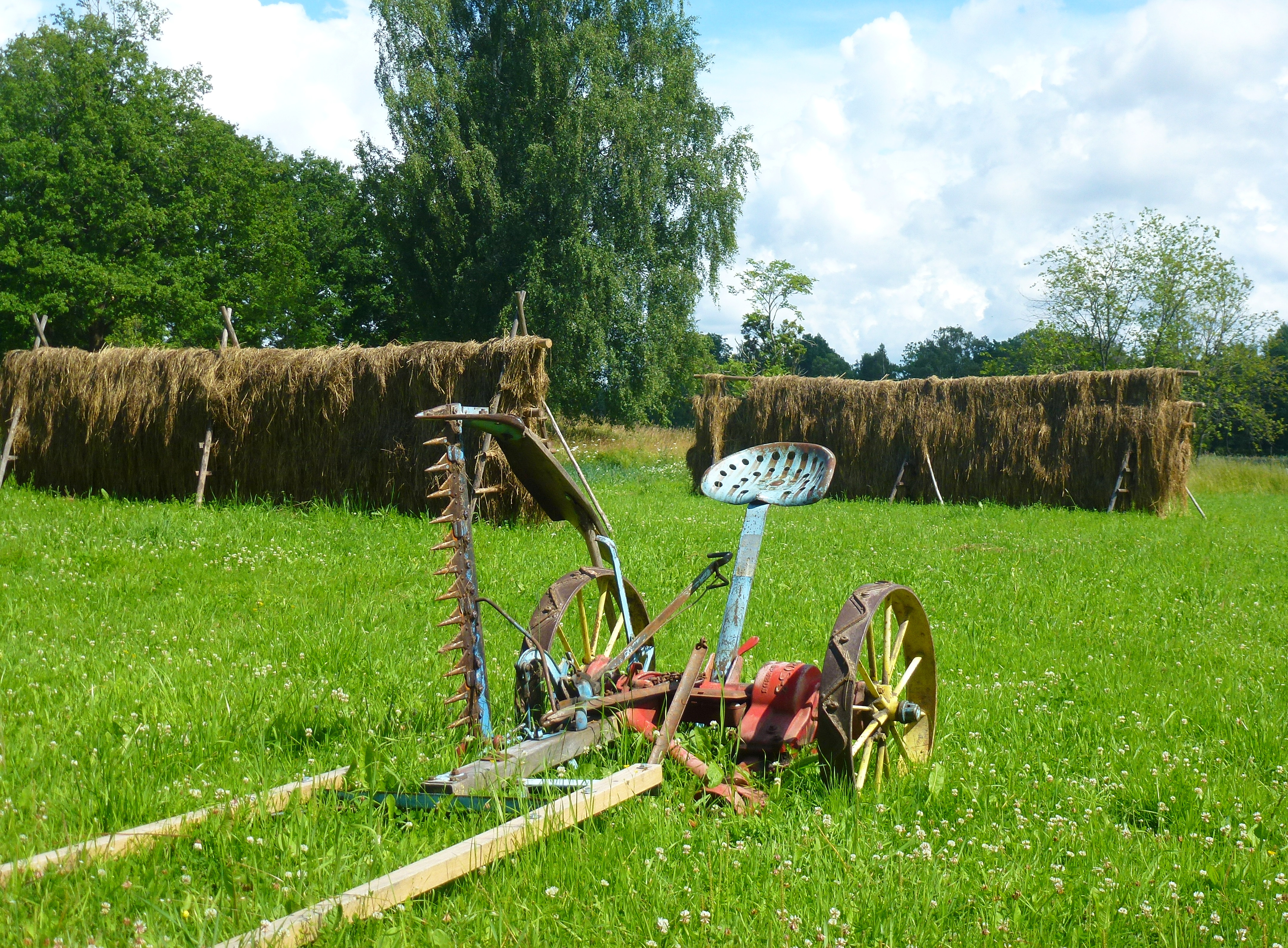
Odlingslandskapet söder om Väsby gård
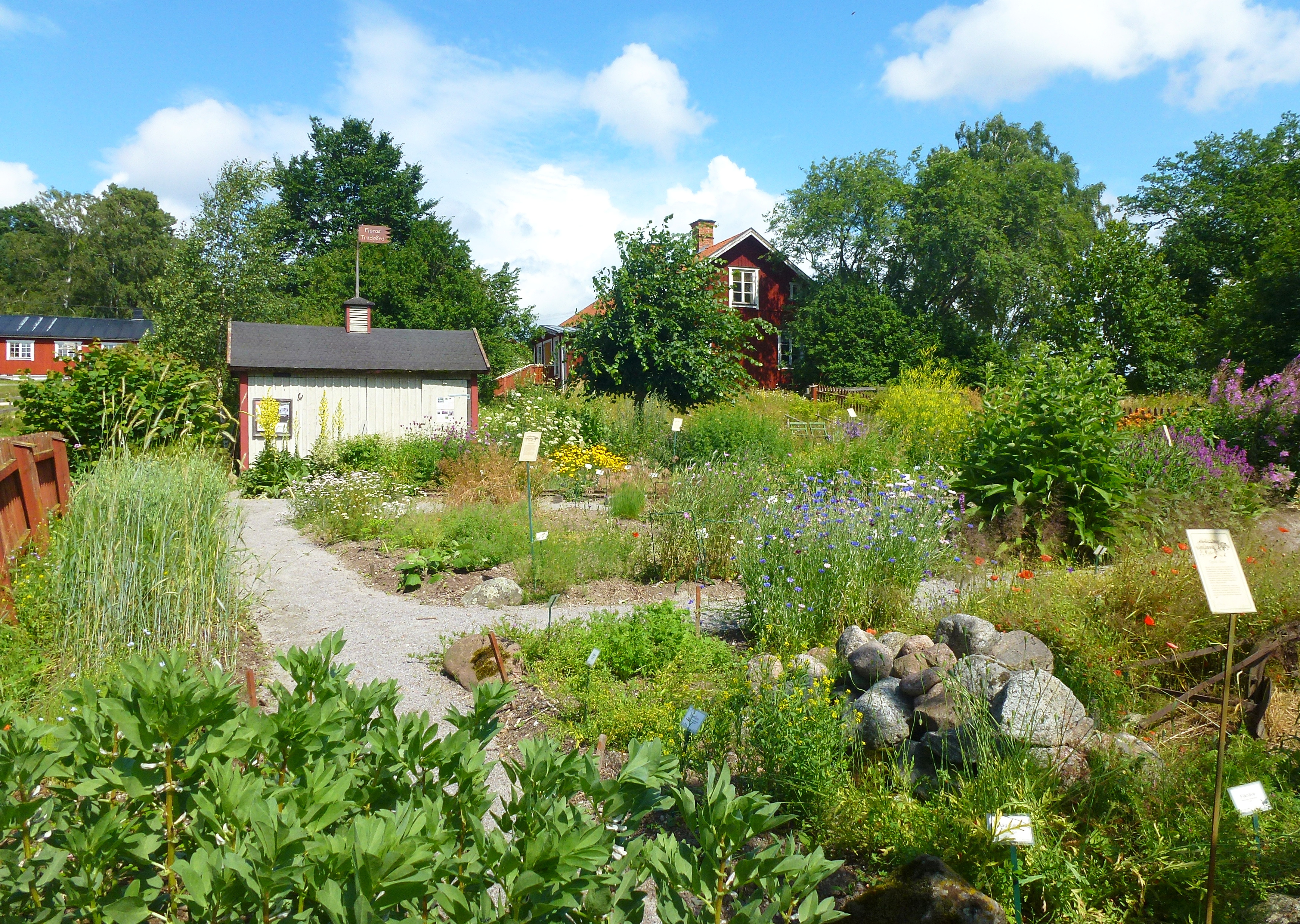
Floras trädgård vid Väsby gård
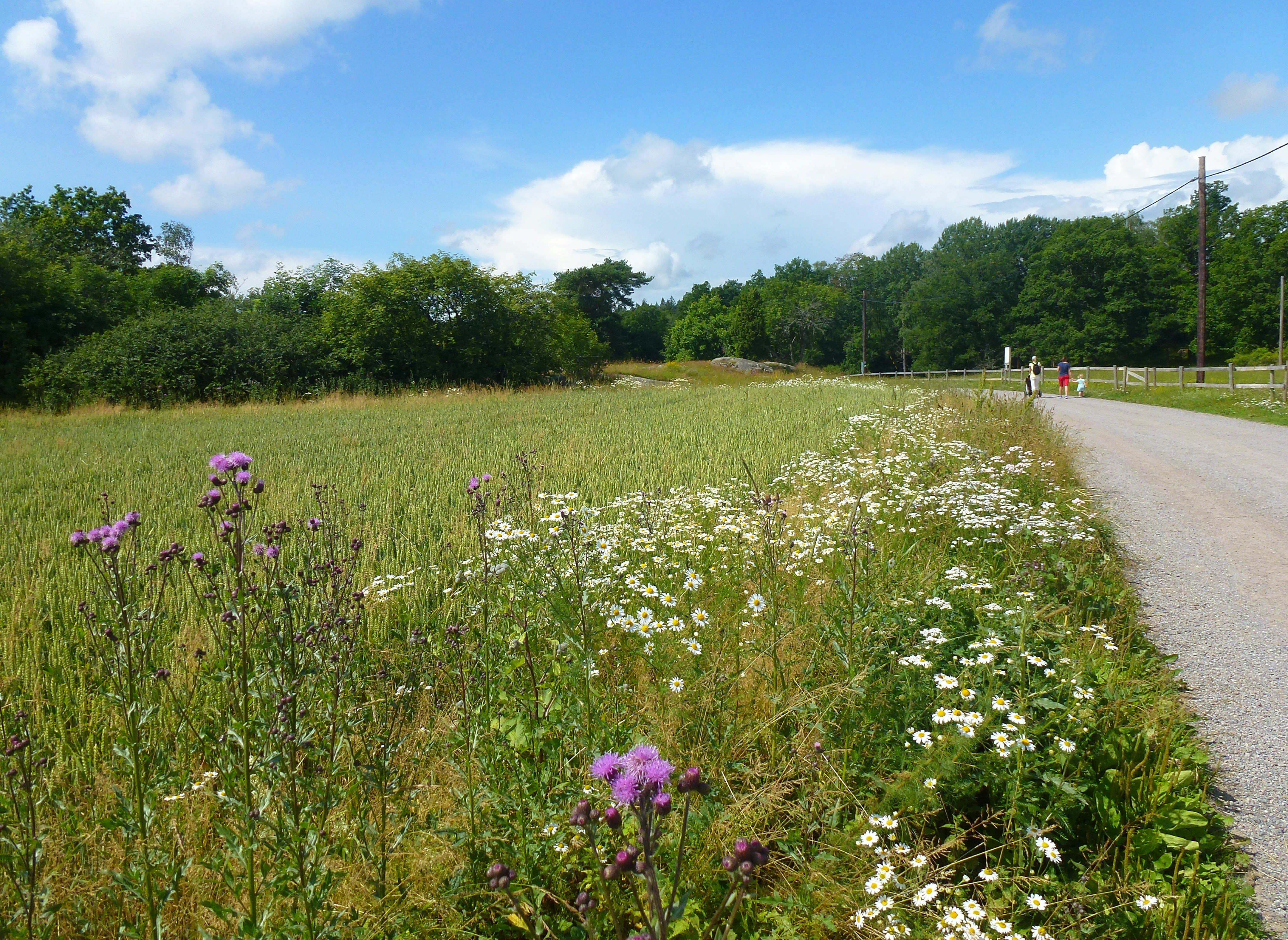
Odlingslandskapet och den gamla byvägen mellan Väsby och Bögs gårdar
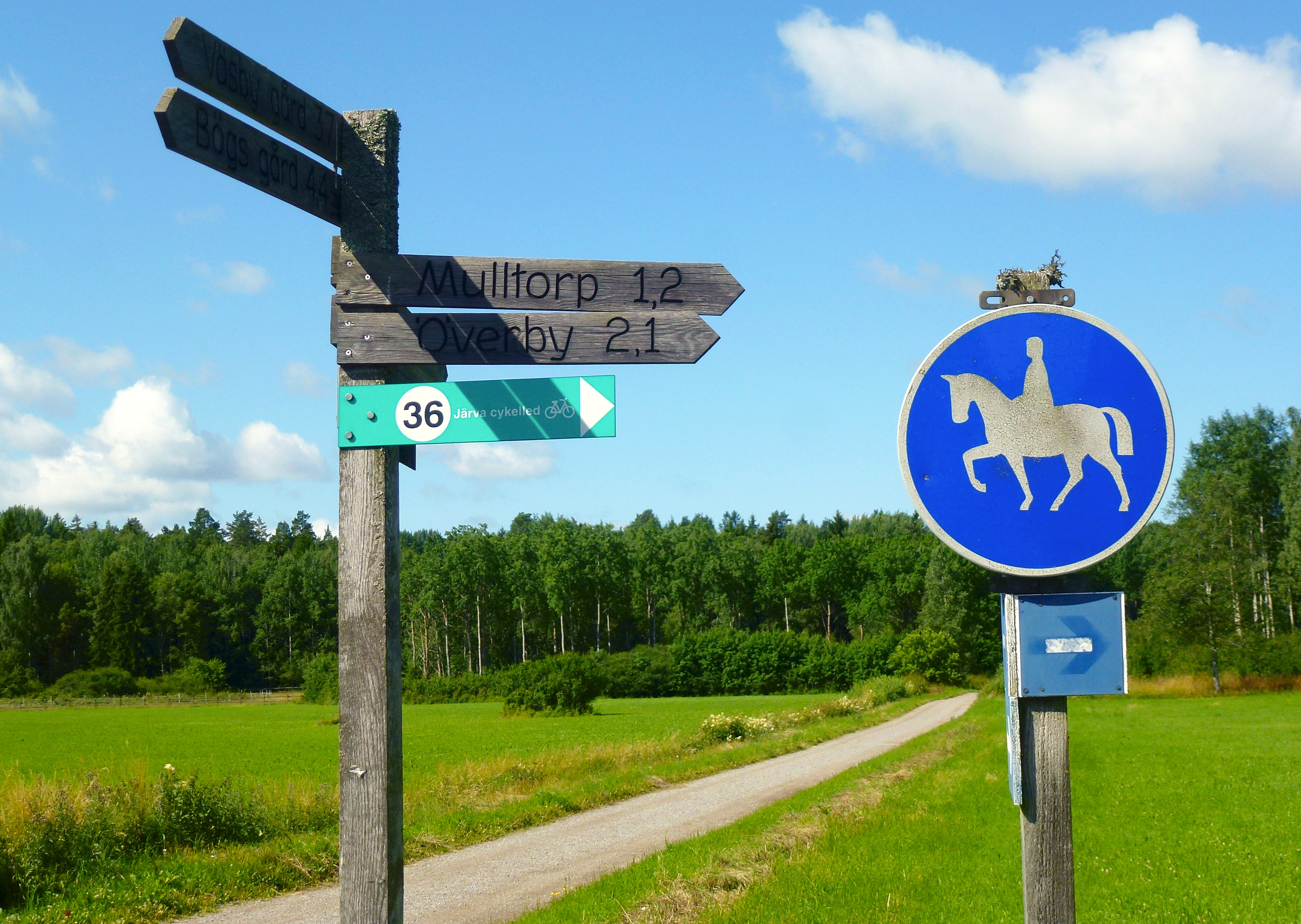
Rid- cykel- och promenadväg (Järvaleden) vid Fäboda
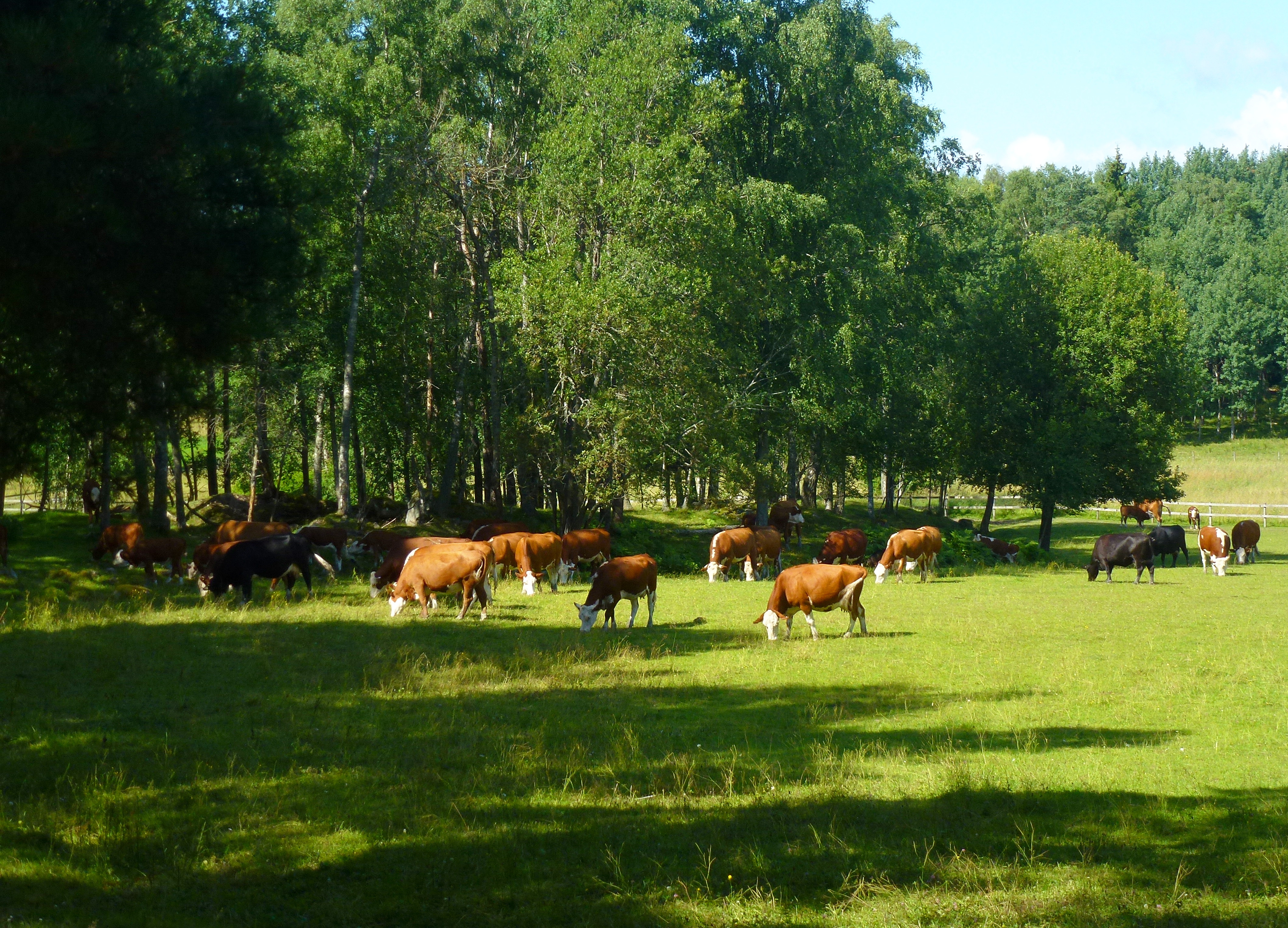
Betande boskap vid Fäboda
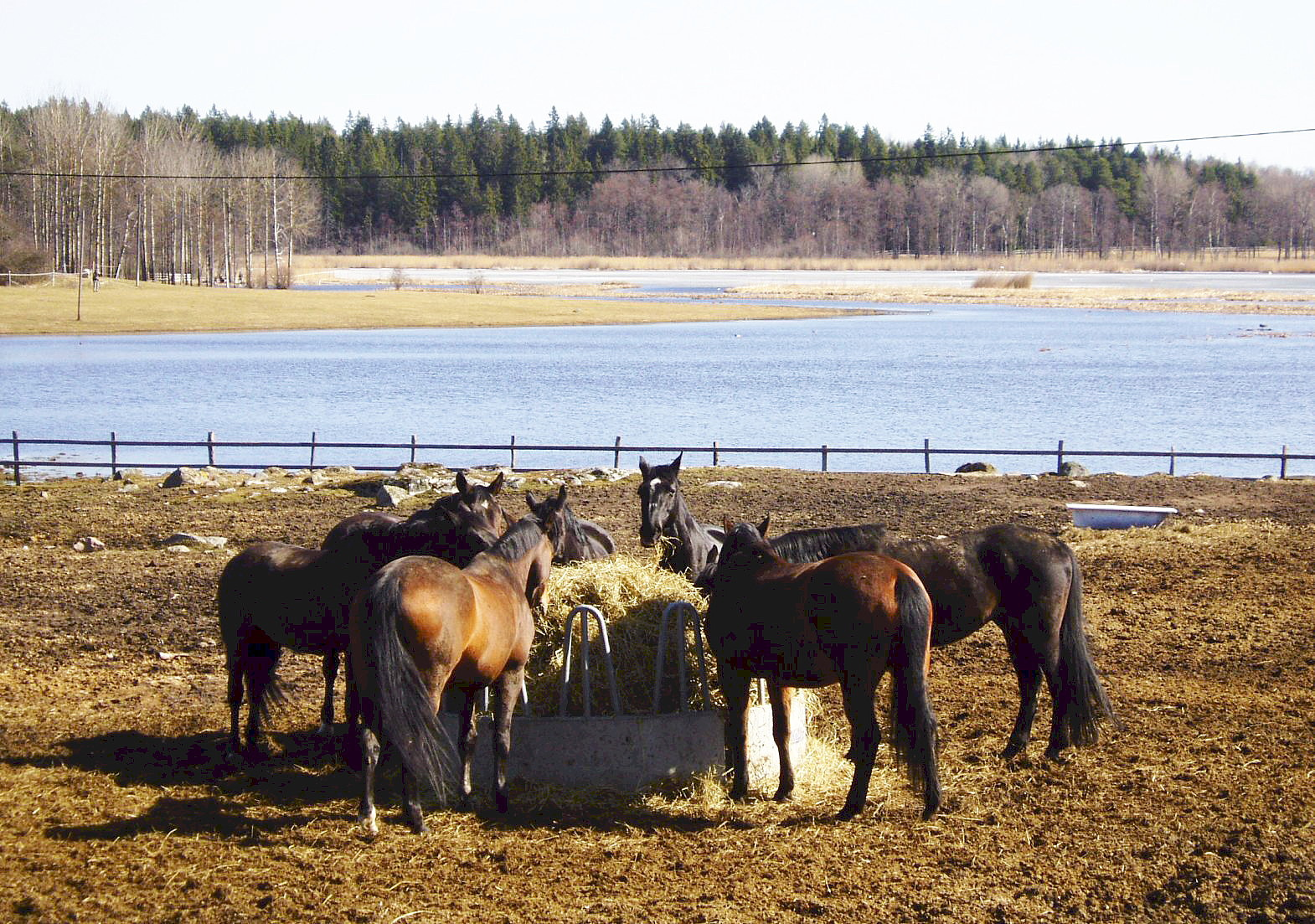
Hästar vid Säbysjön

Gårdarna

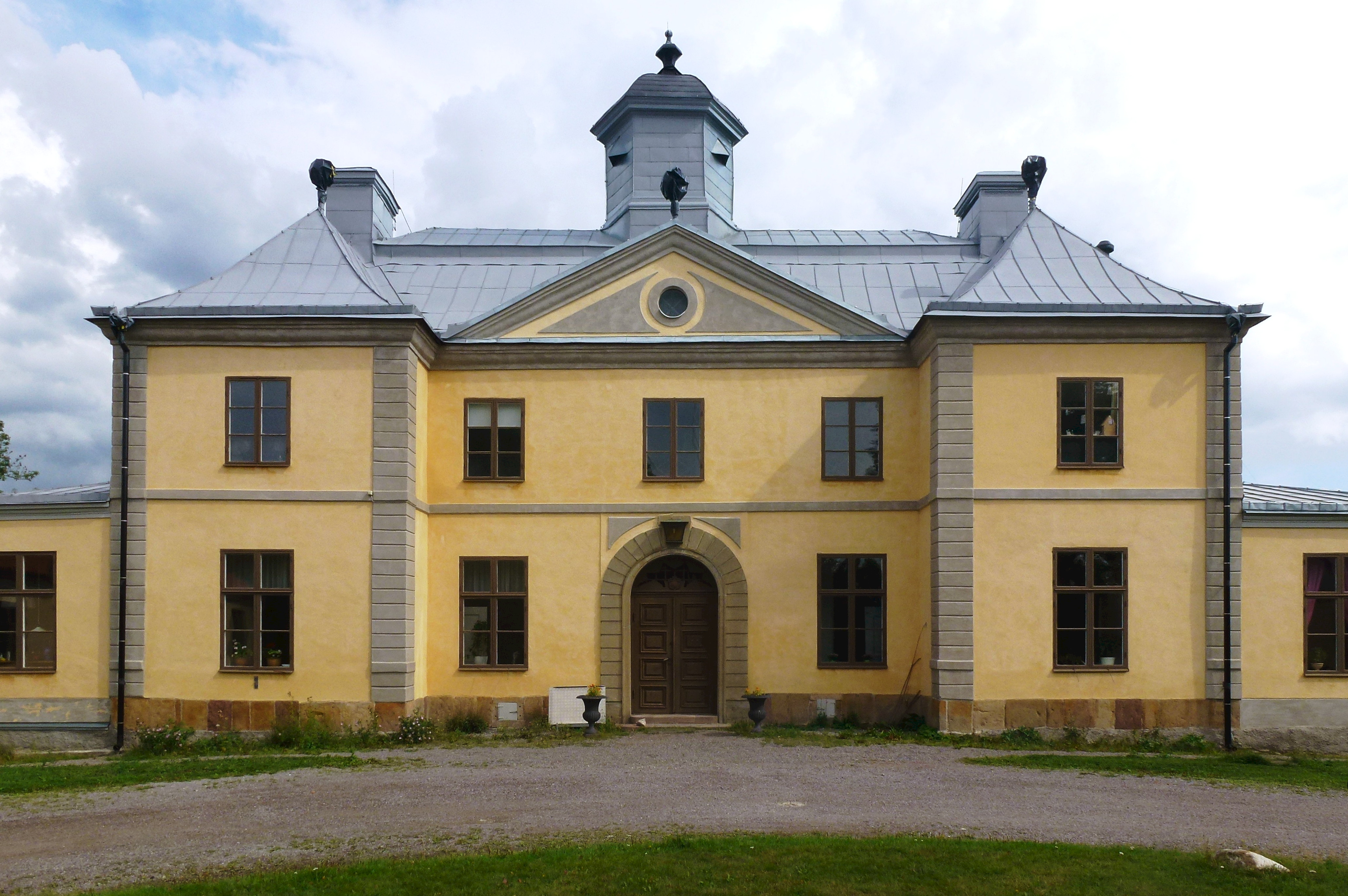
Säby gård, huvudbyggnad
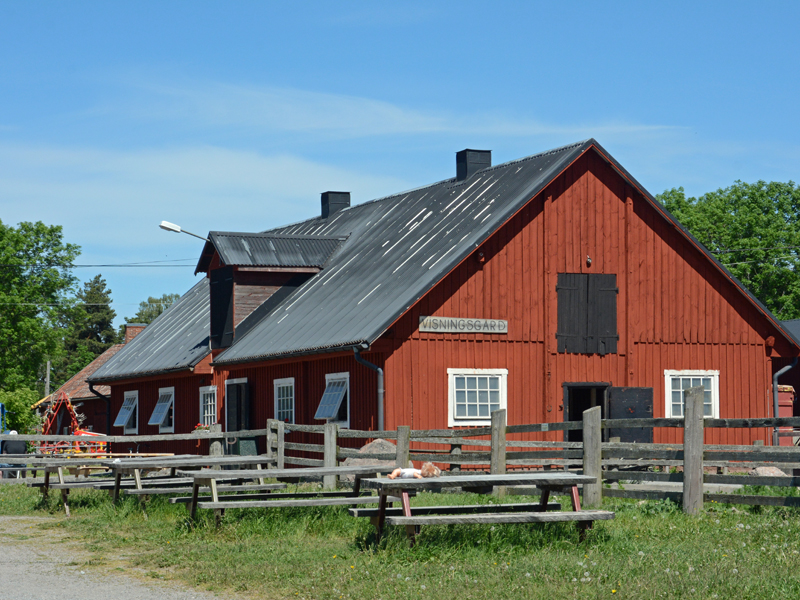
Bögs visningsgård
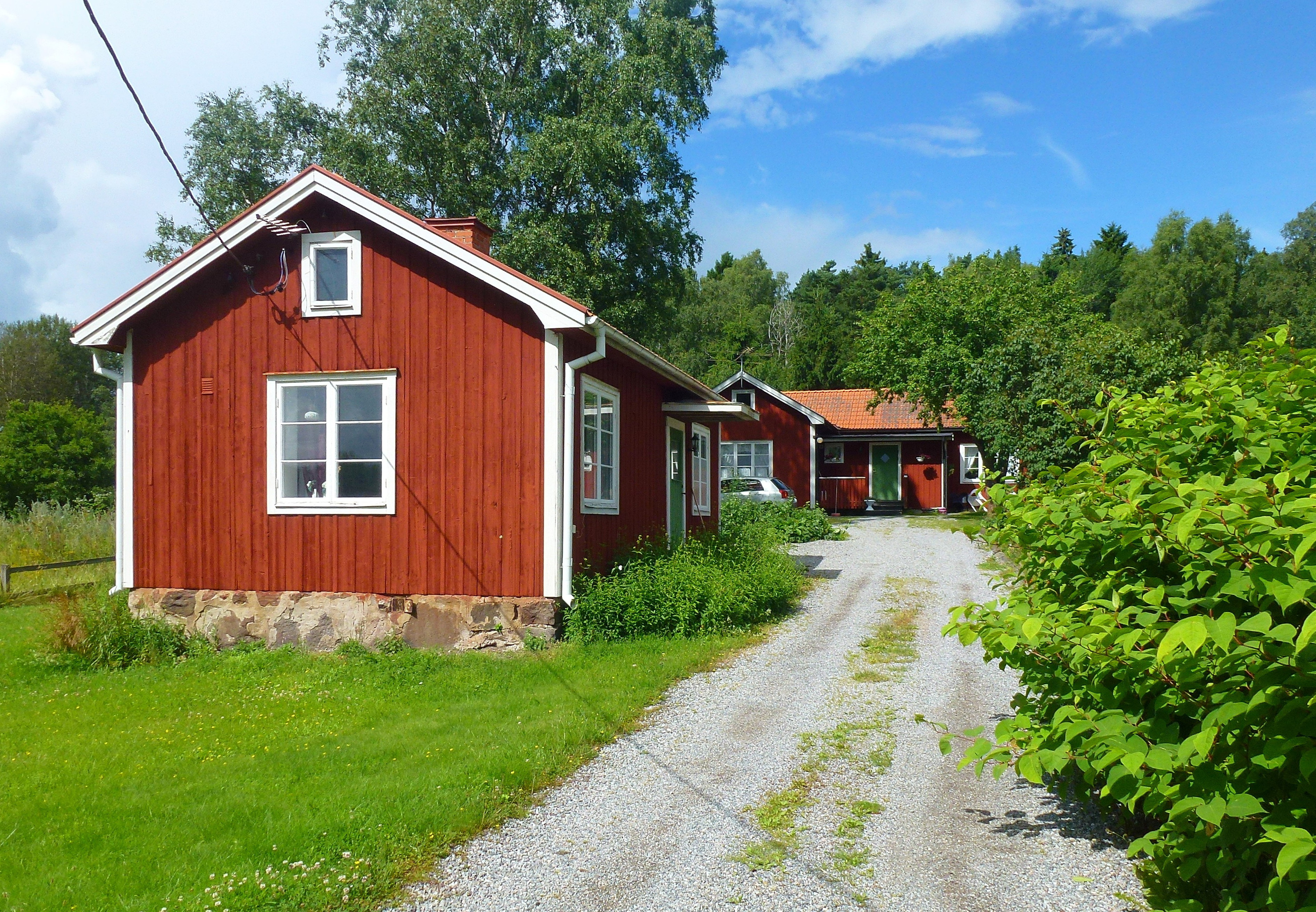
Fäboda gård
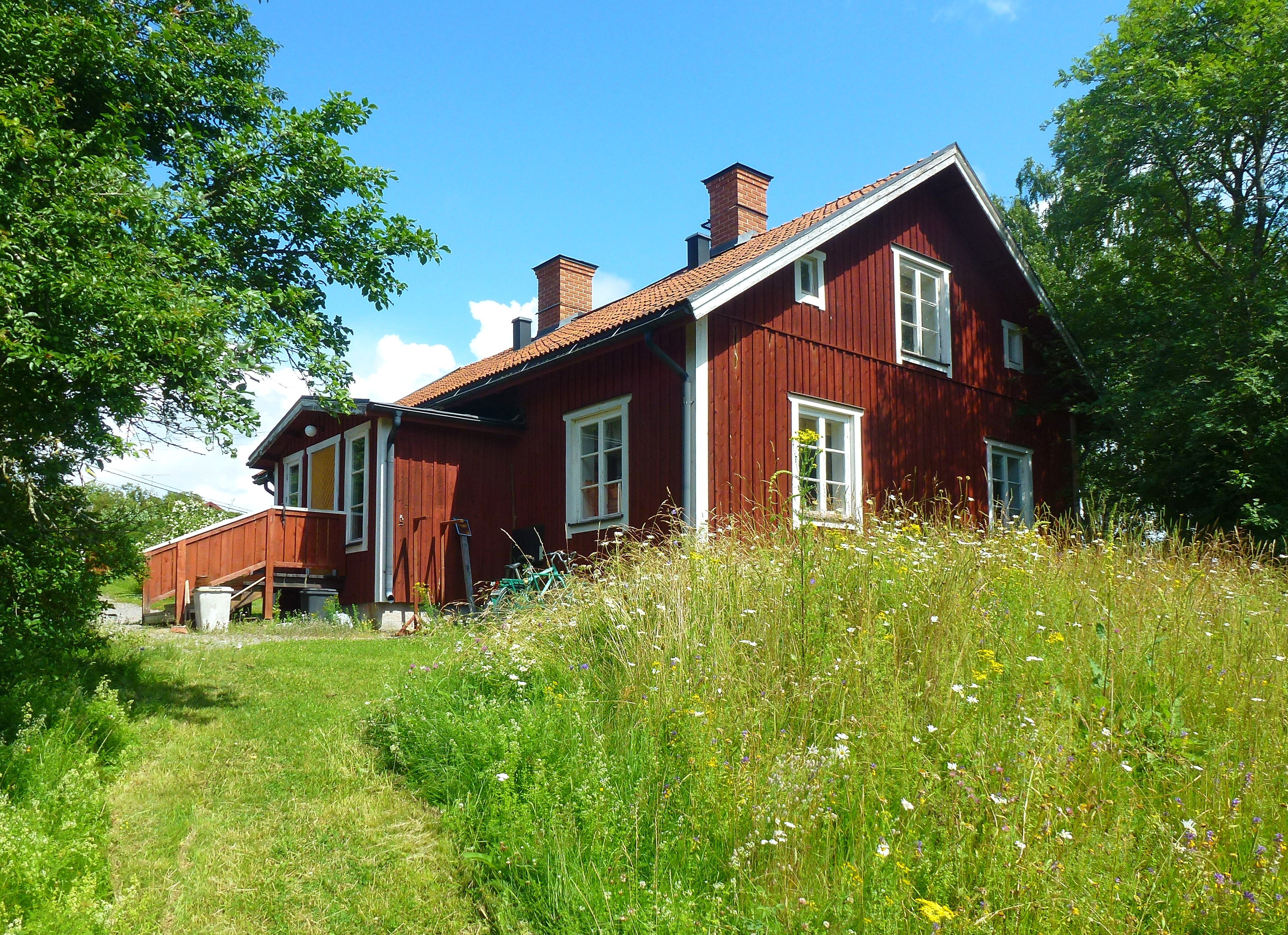
Väsby gård, huvudbyggnad